# Viiksinsaari
Viiksinsaari is een moerassige zandplaat in de rivier de Muonio, die de grens vormt tussen Zweden en Finland. Het ligt tegen de Zweedse oever aan, hoort bij Zweden, heeft een oppervlakte van ongeveer 100 hectare, heeft geen oeververbinding en is onbebouwd.
Kenttäsaari nabij Maunu · Alasaari nabij Karesuando · Kivisaari · Lintiputaansaari · Ungelosaari · Alasaari nabij Palojoensuu · Järämänsaari · Hirvassaari · Niittysaari · Koivusaari (Zweeds) · Palsarinsaari · Kenttäsaari ·  Alkkulasaari · Koivusaari (Fins) · Viiksinsaari · Rukomasaari · Ojasensaari · Luhtasaari · Laurukainen · Naapankisaari · Kihlangisaari · Iso Aareansaari · Vekarasaari · Kolarinsaari · Kokko · Väylänsaari · Pyysaari · Alanen · Lompolonsaari